# 实况J联赛 最佳射手
《实况J联赛 最佳射手》与《实况世界足球3》是由科乐美电脑娱乐工作室开发的足球电子游戏，是《实况足球97》的任天堂64版。

## 玩法
本作是《实况足球97》在任天堂64平台上的移植版，玩法类似超级任天堂平台的《实况世界足球2》，相比该作品增加了三维动画效果。本作比原作增加了玻利维亚、南斯拉夫、沙特阿拉伯等球队，用南非队替换摩洛哥队。游戏一共有六个模式，包括友谊赛、联赛模式和点球大战等。国际杯赛模式中，玩家控制的球队将面临来自世界各地球队的循环赛挑战。国际联赛模式一共有70场比赛，要求玩家对战所有的球队。

## 评价
本作在日本发售后获得非常高的评价，任天堂游戏制作人宫本茂在接受《GamePro》采访时更是认为“科乐美的足球游戏可能比我们（任天堂）的游戏还要好”。《Next Generation》为本作给出四颗星的分数，称赞游戏的画面优秀，给人耳目一新之感。
美国的一些评论媒体留意到本作美版中的角色智能比日版更高。多数媒体认为本作比艺电在任天堂64平台上发行的《FIFA 64》表现更佳，《电子游戏月刊》的评论甚至认为本作是当时市面上“最好的足球游戏”。另一方面，GamePro等媒体批评本作在游戏和角色上的使用，而认为其“提供了类似街机游戏的体验，尽管不如《FIFA 64》写实，但在娱乐方面更胜一筹”。
《实况J联赛 最佳射手》在游戏玩法、球员的动作和动画等方面得到广泛好评，但N64.com（IGN下属）在称赞了本作的多人游戏功能后又发文指出本作缺少国际足联的许可。尽管如此，该媒体仍认为本作在多人游戏方面将“力压”《马里奥赛车64》、《星际火狐64》和韦恩·格雷茨基《3D冰球》等游戏。GameSpot的格伦·鲁宾斯坦称本作“提供的内容和《FIFA 64》一样，但比后者做得更好”。此外，官方任天堂杂志把本作列为任天堂64平台最好的100款游戏中的第81位。